# Lakówka nadmorska
Lakówka nadmorska (Laccaria maritima (Theodor.) Singer ex Huhtinen) – gatunek grzybów z rodziny piestróweczkowatych (Hydnangiaceae).

## Systematyka i nazewnictwo
Pozycja w klasyfikacji według Index Fungorum: Laccaria, Hydnangiaceae, Agaricales, Agaricomycetidae, Agaricomycetes, Agaricomycotina, Basidiomycota, Fungi.
Po raz pierwszy takson ten zdiagnozował w 1961 r. polski mykolog Feliks Teodorowicz jako Hygrophorus maritimus (gatunek wodnichy). W 1962 r. zaliczył go do lakówek. Obecną, uznaną przez Index Fungorum nazwę nadali mu R. Singer i S. Huhtinen w 1987 r.
Synonimy:
- Hygrophorus maritimus Theodor. 1936
- Laccaria maritima (Theodor.) Singer 1962
- Laccaria trullisata subsp. maritima (Theodor.) O. Andersson 1950

Nazwę polską zaproponował Władysław Wojewoda w 2003 r. Feliks Teodorowicz w 1936 r. opisywał ten gatunek pod nazwą wilgotnica nadmorska.

## Morfologia
Kapelusz
Średnica 18–37 mm, za młodu półkulisty, później płaskowypukły, w końcu nieco lejkowaty, o pofalowanych brzegach. Brzeg początkowo podwinięty, potem prosty. Jest higrofaniczny; w stanie wilgotnym prążkowany, ceglastoczerwony, w stanie suchym pomarańczowy do czerwono-brązowego, przy brzegu jaśniejszy, różowo-brązowy.
Blaszki
W liczbie 20–35, z międzyblaszkami (l=0–3), wolne lub prawie wolne, wąsko przyrośnięte do wykrojonych z ząbkiem, często pofalowane i rozwidlone, o szerokości do 6 mm, lekko brzuchate, początkowo różowe, potem oprószone.
Trzon
Wysokość 23–40 mm, grubość 4–9 mm, cylindryczny, czasami wrzecionowaty, równomiernie zwężający się ku podstawie, kruchy, pusty w środku. Powierzchnia pomarańczowo-brązowa lub różowo-brązowa, prążkowana białymi włókienkami.
Miąższ
W kapeluszu cienki, tej samej barwy, lub nieco jaśniejszy. Zapach i smak słabo grzybowy.
Cechy mikroskopowe
Wysyp zarodników biały. Zarodniki elipsoidalne do cylindrycznych, nieamyloidalne, o średnicy 11,5–19 × 7–11 µm, pokryte kolcami o wysokości 0,3–0,5 µm, na niektórych z nich są dzióbki o wysokości do 1 µm. Podstawki 38–55 × 9,5–11(-15) µm, 4-zarodnikowe. Brak cheilocystyd. Strzępki skórki kapelusza o szerokości 3–8 μm, w trzonie o szerokości 4–6 μm.

## Występowanie i siedlisko
Lakówka nadmorska występuje w Europie Północnej, w tym na Islandii. W piśmiennictwie naukowym do 2003 r. na terenie Polski podano trzy stanowiska (Dębki-Karwia, Teodorowicz w 1936, Słowiński Park Narodowy, Bujakiewicz, Lisiewska w 1983, Puszcza Kampinoska, W. Rudnicka-Jezierska, 1969, 1975). W Polsce gatunek rzadki. Znajduje się na Czerwonej liście roślin i grzybów Polski. Ma status E – gatunek wymierający. Znajduje się na listach gatunków zagrożonych także w Niemczech, Norwegii, Holandii i Szwecji.
Grzyb mikoryzowy, jest grzybem jadalnym. W Polsce występuje na nadmorskich wydmach, szczególnie porośniętych wierzbą ostrolistną. Owocniki pojawiają się od czerwca do października.